# Пьяный корабль
Пьяный корабль (фр. Le Bateau ivre) — стихотворение французского поэта Артюра Рембо, написанное в конце лета 1871 в Шарлевиле.
Одно из самых известных и значительных произведений Рембо, и одно из немногих, которыми он сам был доволен.

## Стихотворение
Стихотворение состоит из 25 катренов александрийского стиха с перекрестной рифмовкой и намеренно расшатанным ритмом. Написано от имени корабля, сорванного с якоря и носящегося по свету по воле волн и ветров.
Перед взором поэта проходит череда фантасмагорий, яростные бури «в темных глазницах морей», каскады молний «из пылающих ям черно-синих небес», таинственные и зловещие прибрежные леса, «где глазами людей леопарды глядят», и отчаянная мечта о великолепии могущества:
В конце — лишь разочарование и желание добраться хоть до какой-нибудь пристани.
Написав это гениальное стихотворение в 17 лет, Рембо предсказал в нём собственную судьбу, полную скитаний и странствий, закончившихся жизненным крахом и смертью в старинной европейской гавани.
Впервые было напечатано без ведома автора в журнале «Лютеция» (Lutèce) в номере от 8—9 ноября 1883, а затем в книге Верлена «Проклятые поэты» (1884).

## Мнения
Рембо, ныне признанный как один из первых поэтов-символистов и предтеча экспрессионизма, при жизни удостоился похвалы лишь со стороны немногих, таких же как он про́клятых поэтов, причем даже они осуждали его нарочитую асоциальность и хулиганство.
Читателей XIX века поражал неистовый напор и дикое буйство метафор, проносящихся от звездного сверкания до луж блевотины, и действительно способных навести на мысль о пьяных видениях, или наркотических галлюцинациях.
Истоки поэтического образа исследователи усматривают в Старом отшельнике поэта-парнасца Леона Дьеркса, Ветре с моря Малларме и в знаменитом Плавании Бодлера. При этом, в отличие от прежних поэтов, лишь сравнивавших героя с потерявшим управление кораблем, Рембо уже прямо отождествляет себя с судном и пишет от его имени: приём, ставший обычным только в XX веке.
Необычная и яркая образность «Пьяного корабля» отражает особую поэтическую концепцию Рембо, представлявшего поэзию как ясновидение.

## Влияние
Поэзия XX века прошла под знаком определяющего влияния этого Маленького Шекспира. Никто не способствовал в такой мере обогащению современной поэзии. Самый активный в сонме поэтов Уголка стола, он влил в поэзию новую, омоложённую кровь.— Гарин И. И. Проклятые поэты, с. 714
Влияние Рембо на поэзию XX века и в целом было огромным. «Пьяный корабль» вызвал ряд прямых подражаний, но мотивы этого стихотворения можно найти и в целом ряде оригинальных и значительных произведений последующего периода. Например, одним из наиболее известных русских стихотворений, в которых можно усмотреть влияние «Пьяного корабля», является «Заблудившийся трамвай» Николая Гумилёва.
Лео Ферре положил первые несколько строф на музыку и включил в свой альбом Ludwig — L’Imaginaire — Le Bateau ivre (1982).

## Русские переводы
Первый полный (прозаический) перевод был опубликован в 1901 киевским филологом и философом А. Н. Гиляровым (1856—1938) в книге «Предсмертные мысли XIX века во Франции по её крупнейшим литературным произведениям», причём переводчик задался целью познакомить читателей с «безобразным произведением», наделённым лишь «отталкивающим своеобразием».
В том же Киеве в 1909 вышел неполный стихотворный перевод Владимира Эльснера. Самый ранний полный поэтический перевод принадлежит, по-видимому, Сергею Боброву (под псевдонимом Мар Иолэн): он выполнен в 1910-е гг. под заглавием «Пьяное судно» и при жизни переводчика опубликован не был.
В дальнейшем стихотворение переводили Владимир Набоков, Бенедикт Лившиц, Давид Бродский, Павел Антокольский, Леонид Мартынов, Александр Големба, Михаил Кудинов, Давид Самойлов, Юрий Кузнецов, Евгений Витковский, Наталья Стрижевская, Евгений Головин, Юрий Лифшиц и другие.

## Пьяный корабль в Париже
В 2012 в Париже голландцем Яном Виллемом Брюинсом текст Пьяного корабля был нанесён на длинную стену здания на улице Феру, недалеко от того места, где это стихотворение 30 сентября 1871 впервые было прочитано автором на собрании поэтической группы «Мерзкие братишки» (Vilains Bonshommes).